# Kratylos (Philosoph)
Kratylos (altgriechisch Κρατύλος Kratýlos; * wohl um die Mitte des 5. Jahrhunderts v. Chr.) war ein antiker griechischer Philosoph. Er lebte in Athen und bekannte sich zur Lehre des Vorsokratikers Heraklit. Platon setzte sich mit der Philosophie des Kratylos auseinander.

## Leben
Über die Herkunft des Kratylos ist nur bekannt, dass sein Vater wahrscheinlich Smikrion hieß. Er lebte zwar in Athen, aber ob er seiner Herkunft nach Athener war, ist ungewiss.
Kratylos war in der Antike der bekannteste Herakliteer (Anhänger der Lehre Heraklits). Er kann aber Heraklit nicht persönlich gekannt haben, da dieser schon um 460 v. Chr. gestorben war. Kratylos hatte Schüler, die er im „rechten Wortgebrauch“ unterrichtete.
Aristoteles berichtet, Platon sei „von Jugend auf zuerst mit Kratylos und den heraklitischen Lehrmeinungen vertraut geworden“ und habe daran auch später festgehalten. Von einem anderen Ansatz sei Sokrates ausgegangen, dem sich Platon angeschlossen habe, und das sei die Basis gewesen, von der aus Platon seine Ideenlehre und das Konzept der Methexis (Teilhabe) entwickelt habe. Aus diesen Angaben des Aristoteles wird in der Forschung gefolgert, dass Platons Denken, bevor er sich für Sokrates als seinen Lehrer entschied, stark von den Vorstellungen des Kratylos beeinflusst wurde. Ob dies im Rahmen eines Lehrer-Schüler-Verhältnisses geschah, ist allerdings unklar. Eine abweichende Forschungsmeinung lautet, Aristoteles’ Ausdruck „zuerst“ (proton) sei nicht zeitlich zu verstehen, sondern im Sinne einer logischen Reihenfolge im Aufbau von Platons Lehre, und biete daher keinen Anhaltspunkt für die zeitliche Einordnung der Beeinflussung durch Kratylos. Diese Hypothese hat sich aber nicht durchgesetzt. Die Darstellung des Philosophiegeschichtsschreibers Diogenes Laertios, der zufolge Platon erst nach Sokrates’ Tod Hörer des Kratylos wurde, ist nicht glaubwürdig.
Platon benannte seinen Dialog Kratylos nach dem Herakliteer. Dort setzt er sich mit dessen Ansichten auseinander. Der literarisch ausgestaltete Dialog gibt ein fiktives Gespräch mit Kratylos wieder, das der Fiktion zufolge spätestens 421 v. Chr. stattgefunden hat, denn im Dialog wird vorausgesetzt, dass der Vater des Gesprächsteilnehmers Hermogenes, der spätestens 421 gestorbene Hipponikos von Alopeke, noch am Leben ist. Am Ende des Dialogs sagt Sokrates zu Kratylos: „Du bist jung.“ An einer anderen Stelle weist der im Jahr 469 geborene Sokrates indirekt auf die erhebliche Altersdifferenz zwischen ihm und Kratylos hin. Diese Anhaltspunkte ermöglichen eine ungefähre Datierung von Kratylos’ Leben. Nach heutigem Forschungsstand ist davon auszugehen, dass er wohl im fünften oder sechsten Jahrzehnt des 5. Jahrhunderts geboren wurde.

## Lehre
Da keine Werke des Kratylos erhalten geblieben sind – vielleicht hat er nichts geschrieben –, können die Grundzüge seiner Lehre nur aus den spärlichen Angaben des Aristoteles und aus Platons Dialog Kratylos erschlossen werden. Dabei ist zu beachten, dass der Kratylos ein literarisches Werk ist, dessen Autor sich die Freiheit nehmen konnte, aus didaktischen oder literarischen Erwägungen seiner Kratylos-Figur auch Ansichten in den Mund zu legen, die der historische Kratylos in dieser Form nicht vertreten hat. In der Forschung ist öfters die Möglichkeit erwogen worden, dass man hinter der literarischen Gestalt des Kratylos einen ungenannten historischen Gegner Platons (oder mehrere) zu suchen habe oder es um die Bekämpfung von Tendenzen innerhalb von Platons Akademie gegangen sei.

### Erkenntnistheorie
Aristoteles teilt mit, die Lehre Heraklits sei im Kreise ihrer Anhänger auf radikale Weise weiterentwickelt worden. Von diesen Denkern, die „heraklitisieren“, nennt er nur Kratylos namentlich. Kratylos habe gemeint, angesichts des von Heraklit betonten unablässigen Wandels aller sinnlich wahrnehmbaren Dinge seien wahre philosophische Aussagen unmöglich. Eine wahre Aussage müsse zeitunabhängig zutreffen. Jede Aussage könne aber (bestenfalls) nur eine auf den jeweiligen exakten Zeitpunkt bezogene Richtigkeit haben. Den Ausspruch Heraklits, man könne nicht zweimal in denselben Fluss steigen (weil er beim zweiten Mal bereits ein anderer ist), habe Kratylos zugespitzt. Er habe festgestellt, es sei nicht einmal möglich, ein einziges Mal in denselben Fluss zu steigen (da er sich während dieser Aktion auch schon ändert). Das bedeutet auf Aussagen bezogen, dass das, worüber man redet, sich schon verändert, während man redet, und damit die Aussage entwertet. Demnach vertrat Kratylos einen radikalen erkenntnistheoretischen Skeptizismus, denn er leugnete jede Möglichkeit einer Identität und damit einer gültigen Aussage. Aristoteles erzählt, Kratylos habe aus diesem Grund schließlich gar nichts mehr gesagt, sondern nur noch seinen Finger (zum Zeigen) bewegt. Diese Anekdote stellt allerdings möglicherweise Kratylos’ Position und Verhalten verzerrt dar, sie kann von einem Gegner oder Spötter stammen. Auch über Heraklit kursierten Anekdoten, die zum Zweck der Verspottung erfunden wurden. Aristoteles erwähnt in anderem Zusammenhang mit Berufung auf Aischines, dass Kratylos beim Reden nichtverbale Ausdrucksmittel wie Handbewegungen einzusetzen pflegte.

### Sprachphilosophie

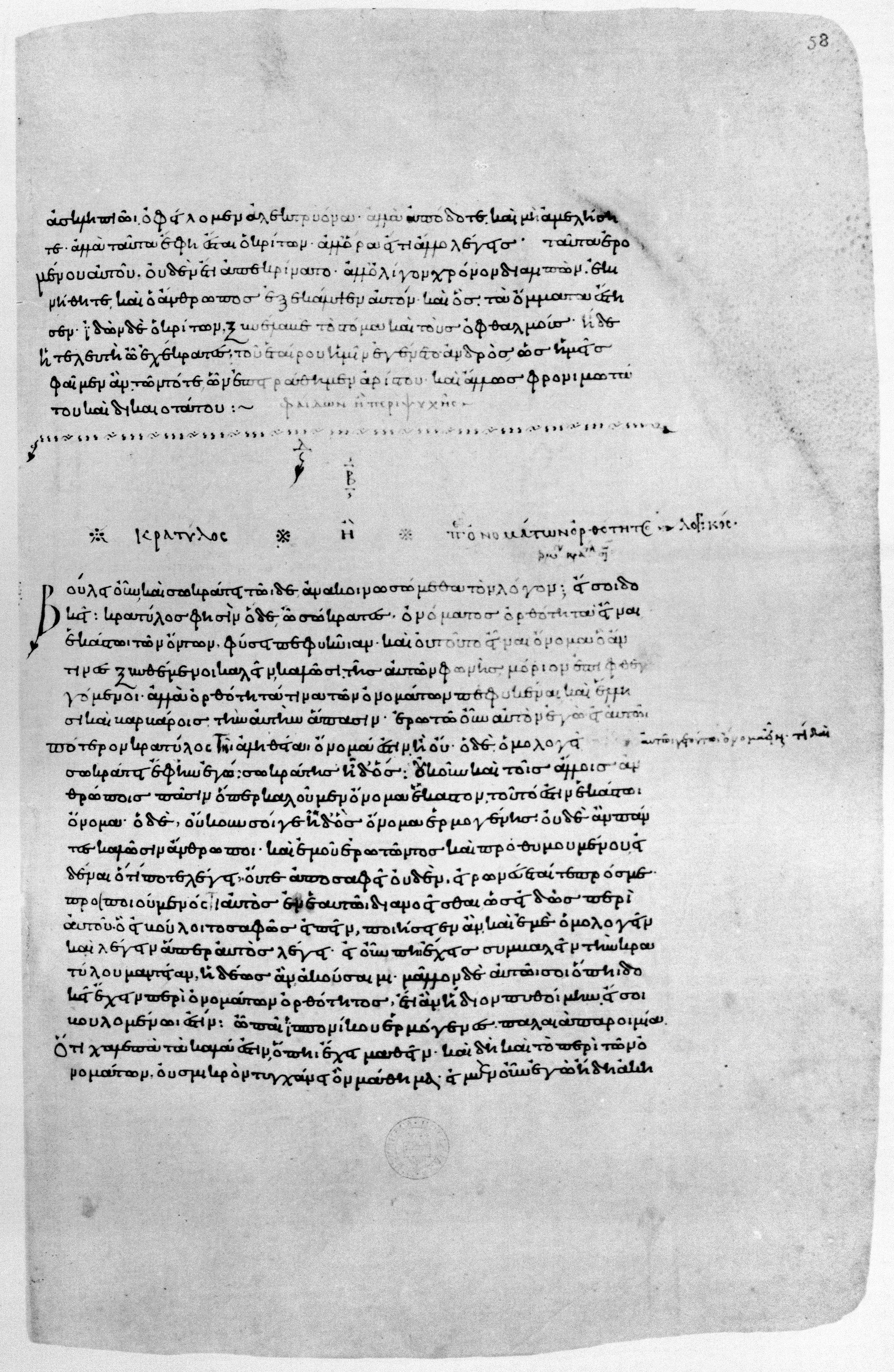
Der Anfang des Kratylos in der ältesten erhaltenen mittelalterlichen Handschrift, dem 895 geschriebenen Codex Clarkianus

Die einzige Quelle für die Sprachphilosophie des Kratylos ist Platons Dialog Kratylos. Es handelt sich um ein Gespräch zwischen den Philosophen Sokrates, Kratylos und Hermogenes, in dem Kratylos' Auffassung kritisch untersucht wird. Trotz der Einwände des Sokrates hält Kratylos an seiner Meinung fest. Dabei beruft er sich auf Heraklit, dessen Position ihm mehr als alles Andere einleuchte. Allerdings gibt es keinen von Platons Darstellung unabhängigen Beleg dafür, dass der historische Heraklit eine Sprachphilosophie dieser Art vertreten hat. Deutlich erkennbar ist, dass Platon, der Sokrates gegen Kratylos argumentieren lässt, die Sprachphilosophie des Herakliteers skeptisch betrachtet und mit Ironie behandelt. Möglicherweise gibt er Kratylos’ Auffassung in dem Dialog nicht historisch getreu wieder; auffällig ist, dass die heraklitische Fluss-Theorie nicht von Kratylos, sondern von Sokrates ins Spiel gebracht wird und Kratylos sich ihr erst später anschließt. Als sicher kann zumindest gelten, dass Kratylos sich intensiv mit der Frage, wie Wörter mit ihren Bedeutungen zusammenhängen, auseinandergesetzt hat, und dass er diesen Zusammenhang als naturgegeben betrachtete. Er lehnte die Auffassung ab, Sprache basiere auf willkürlicher Konvention. 
Im Dialog lautet die Überzeugung des Kratylos, eine natürliche, von Natur aus richtige Beziehung zwischen den Wörtern und den damit bezeichneten Dingen sei von vornherein gegeben. Somit sei jedes Wort dem zugehörigen Objekt angemessen, alle Benennungen seien richtig. Eine scheinbar falsche Benennung sei in Wirklichkeit keine, sondern nur eine sinnlose Folge von Tönen. Dies soll auch für Namen gelten, die einzelnen Namensträgern wie Göttern und mythischen Gestalten zugeordnet sind. Gemeint sind die konkreten Lautformen; Lautähnlichkeit von Wörtern soll auf deren Sinnverwandtschaft deuten.
Kratylos’ Verständnis von Etymologie hat weitreichende erkenntnistheoretische Konsequenzen: Wenn die Beziehung zwischen Bezeichnung und Bezeichnetem naturgegeben ist, sind Rückschlüsse von der Bezeichnung auf die Natur des Bezeichneten möglich und kommt der Sprache eine hohe erkenntnistheoretische Relevanz zu. Kratylos behauptet, wer die Bezeichnungen kenne, der kenne damit auch die Dinge, und dies sei die einzige Möglichkeit, das Wesen der Dinge zu erfassen. Platon lehnt dies ab, er akzeptiert Wörter nicht als eigenständige Erkenntnismittel und hält deren Lautgestalt nicht für naturgegeben. Er verwirft aber die Vorstellung eines inneren Zusammenhangs zwischen Bezeichnung und Bezeichnetem nicht prinzipiell, sondern nur in ihrer radikalen von Kratylos vertretenen Version. Eine Zurückführung der Bezeichnungen auf rein willkürliche Konvention entspricht nicht Platons Position, sondern er betrachtet die Wörter als Abbilder der bezeichneten Dinge, die diesen Dingen mehr oder weniger ähnlich sind.
Unklar ist, wie Kratylos seine Überzeugung, es gebe von Natur aus feste Wortbedeutungen und schlechthin richtige Bezeichnungen, mit dem heraklitischen Konzept einer prinzipiellen Unbeständigkeit aller Dinge und mit seinem erkenntnistheoretischen Skeptizismus vereinbart hat. Anscheinend hat er seine Auffassung im Lauf der Zeit geändert und – worauf Aristoteles’ Darstellung deutet – die erkenntnistheoretische Skepsis später radikalisiert und auf die Benennungen ausgedehnt. Möglicherweise reagierte er damit auf Platons Kritik an seiner früheren Position.

## Rezeption
In der römischen Kaiserzeit erwähnten Aristoteles-Kommentatoren die heraklitische Fluss-Theorie und ihre von Aristoteles überlieferte Abwandlung durch Kratylos. Der spätantike Neuplatoniker Proklos verfasste einen Kommentar zu Platons Kratylos. Dort beschrieb er Kratylos als wortkargen Gelehrten, der sich in dem Dialog nur mit knappen Antworten äußere, und erwähnte, dass er Platons Lehrer gewesen sei.